# Leśniów Mały
Leśniów Mały (niem. Klein-Lessen) – wieś w Polsce położona w województwie lubuskim, w powiecie zielonogórskim, w gminie Czerwieńsk.
W latach 1975–1998 miejscowość administracyjnie należała do województwa zielonogórskiego.